# SVM Mac
SVM Mac était un magazine mensuel français consacré au Macintosh d'Apple. Il était dérivé du magazine mensuel SVM qui traitait de tous les aspects de la micro-informatique et davantage de l'environnement PC.
Lancé par Excelsior Publications en 1988, SVM Mac était alors une déclinaison du magazine vedette du groupe, SVM (Science et Vie Micro). Son titre est l'abréviation de « Science et Vie Micro Mac ». Le mensuel trouve rapidement sa place et devient numéro un des publications consacrées au Macintosh. Il donne lieu à des numéros hors-série sur différents thèmes : jeux, musique, Mac OS X, iPod, etc.
Hormis les bancs d'essais de matériels et de logiciels, le magazine traite de différents sujets liés à la création numérique. Son contenu s'est rapidement élargi à tous les aspects liés de près ou de loin à Apple, consacrant plusieurs pages à l'iPod et à ses accessoires. Il est accompagné chaque mois d'abord d'une disquette, ensuite d'un cédérom, contenant en général une sélection de freewares ou de sharewares.
À partir de 1997, SVM Mac est publié par VNU Publications France, qui a racheté le pôle de presse informatique du groupe Excelsior. Depuis février 2007, il est publié par Volnay Publication France, qui a racheté les actifs de VNU Publications France.
En septembre 2006, le magazine lance la première version officielle de son site officiel.
En septembre 2007, Volnay Publication lance sous la forme d'un hors-série, un nouveau titre dédié, titré SVM iPod.
En septembre 2009, Volnay est racheté par NextRadioTV. Le magazine meurt donc dans le groupe.
En décembre 2011, le magazine publie son “Ultime Numéro” avec en titre : « Apple, hier, aujourd'hui, demain. » Le rédacteur en chef conclut 23 ans d'histoire en disant : « Notre passion pour la sphère Apple demeurant intacte, nous vous donnons rendez-vous prochainement ailleurs et autrement. »